# Низківка (станція)
Низківка — вузлова проміжна залізнична станція 5-го класу Конотопської дирекції Південно-західної залізниці на перетині ліній Бахмач-Пасажирський — Деревини та Низківка — Корюківка між станціями Мена (19 км) та Сновськ (19 км). Від станції відгалужується 16-км гілка до станції Корюківка. Розташована у селі Воловики Корюківського району Чернігівської області.

## Історія
Станція відкрита 1874 року.
26 лютого 2022 року на станцію Низківка  з РФ прибув ешелон з паливом для колон окупаційних російських військ, які наступали з напрямку Чернігів — Суми. Місцеві жителі надали цю інформацію через соціальні мережі в ЗСУ. По станції відпрацювали артилеристи ЗСУ та підірвали ешелон із більш ніж 3000 палива для армії окупантів.

## Пасажирське сполучення
На станції зупиняються поїзди приміського сполучення Бахмач-Пасажирський — Сновськ сполучення.